# Albrekt Bydelsbak
Albrekt Utzesson Bydelsbak (af Bregentved), född omkring 1390, död 1458. Son till Utze (Otte) Bydelsbak, som nämns 1370-71 som riddare och hövitsman vid Jungshoved borg (död efter 1387). 
Riddare, skrev sig av Hindsgavl när han nämns 1419 i Köpenhamn då han satte sitt sigill till förbunds avtalet mellan unionskungen Erik av Pommern och kung Vladislav II av Polen, och igen i Köpenhamn 1423 vid avtalet med de wendiska städerna. Vid sista tillfället kallas han hövitsman för Åhus borg, men var 1429 hövitsman för Båhus. 1436 nämnts han som hövitsman på Bergenhus och närvarande vid förhandlingarna i Kalmar. 1441 nämnts han som närvarande vid mötet mellan norska, danska och svenska sändebud i Lödöse och samma år i Köpenhamn vid traktaten med hertig Filip III av Burgund. Var 1458 hövitsman på Annisse och förmodligen den sista man i denna gren av ätten. 
Gift med Anna Eriksdotter (Krummedige), dotter till Erik Krummedige.
Barn
1. Hebla Albrechtsdotter Bydelsbak (af Bregentved) (-1484), gift med väpnaren Fikke von Bülow: deras dotter Ermegård Fikkesdotter Bülow var gift först med Måns Bengtsson Natt och Dag och näst med riksråd Jöns Knutsson (Tre Rosor). Efter Fikke von Bülows död, blev Hebbla Albrektsdotter omgift med riddaren och riksrådet Arent Bengtsson (Ulv)
2. Beata Albrektsdotter Bydelsbak (af Bregentved), gift med Simon Pedersen Kyrning och därmed, igenon dottern Benedikte Simonsdatter Kyrning (död före 1504), mormor till Iliana Erengislesdotter Gädda. Benedikte Simonsdotter var gift först med Erengisle Karlsson (Gädda) (död  1475 ~ 65 år), och andra gången med riksråd Jörgen Åkesson (Tott), til Tidö (död efter 1489). Därmed var Beata Albrektsdotter också mormor till riddaren Åke Jörgensson (Tott), till Eka och Stäringe (Nyköpings län) och Tidö, 1509 hövitsman vid Åbo borg, 1512 vid Kroneborg, 1510 åter i Åbo, och slutligen 1520 vid Tavastehus, där han blev avrättad 27 nov. samma år i samband med Stockholms blodbad. Beata blev nunna i Vadstena kloster från 1470-talets mitt, död där maj 1487
3. Anne Albrechtsdatter Bydelsbak (af Bregentved), gift med riddaren och riksråd Engelbrecht Albretsen Bydelsbak (af Torbenfeld)